# الاستنباط الفقهي
الاستنباط في اللغة: استخراج الماء من العين من قولهم: نبط[ ؟ ] الماء إذا خرج من منبعه، والنبط: الماء الذي ينبط من قعر البئر إذا حفرت، واستنبطه واستنبط منه علما وخبرا ومالا: استخرجه، والاستنباط: الاستخراج. ويستعمل بمعنى: استخراج المعاني من النصوص بفرط الذِّهن وقوَّة القريحة. وفي الفقه: استخراج المجتهد المعاني والأحكام الشرعية من النصوص ومصادر الأدلة الأخرى. أو هو: استنتاج الأحكام من الأدلة. ومنه في القرآن قول الله تعالى: ﴿وَلَوْ رَدُّوهُ إِلَى الرَّسُولِ وَإِلَىٰ أُولِي الْأَمْرِ مِنْهُمْ لَعَلِمَهُ الَّذِينَ يَسْتَنبِطُونَهُ مِنْهُمْ.﴾، قال ابن جرير: وكل مستخرج شيئا كان مستترا عن أبصار العيون أو عن معارف القلوب فهو له: مستنبط، يقال: استنبطت الركية إذا استخرجت ماءها، ونبطتها أنبطها، والنبط الماء المستنبط من الأرض.

## تعريف الاستنباط في اللغة
الاستنباط لغة: استخراج الماء من العين من قولهم: نبط الماء إذا خرج من منبعه، ويقال: نبط الركية وهي: البئر لم تطو. والنبط: الماء الذي ينبط من قعر البئر إذا حفرت، وقد نبط ماؤها ينبط وينبط نبطا ونبوطا. وأنبطنا الماء أي استنبطناه وانتهينا إليه. ابن سيده: نبط الركية نبطا وأنبطها واستنبطها ونبطها، الأخيرة عن ابن الأعرابي: أماهها. واسم الماء النبطة والنبط، والجمع أنباط ونبوط.
ونبط الماء ينبط وينبط نبوطا: نبع، وكل ما أظهر فقد أنبط. واستنبطه واستنبط منه علما وخبرا ومالا: استخرجه. والاستنباط: الاستخراج. واستنبط الفقيه إذا استخرج الفقه الباطن باجتهاده وفهمه. ومنه قوله تعالى: ﴿لعلمه الَّذِينَ يَسْتَنبِطُونَهُ مِنْهُمْ.﴾، قال الزجاج: معنى يستنبطونه في اللغة يستخرجونه، وأصله من النبط وهو الماء الذي يخرج من البئر أول ما تحفر، ويقال من ذلك: أنبط في غضراء أي: استنبط الماء من طين حر. والنبط والنبيط: الماء الذي ينبط من قعر البئر إذا حفرت، قال كعب بن سعد الغنوي: 
ويقال للركية: هي نبط إذا أميهت. ويقال: فلان لا يدرك له نبط أي: لا يعلم قدر علمه وغايته. وفي الحديث: «من غدا من بيته ينبط علما فرشت له الملائكة أجنحتها»، أي يظهره ويفشيه في الناس، وأصله من نبط الماء ينبط إذا نبع. ومنه الحديث: ورجل ارتبط فرسا ليستنبطها أي يطلب نسلها ونتاجها، وفي رواية: يستنبطها أي: يطلب ما في بطنها. ابن سيده: فلان لا ينال له نبط إذا كان داهيا لا يدرك له غور. قال أبو عمرو: حفر فأثلج إذا بلغ الطين، فإذا بلغ الماء قيل أنبط، فإذا كثر الماء قيل أماه وأمهى، فإذا بلغ الرمل قيل أسهب. وأنبط الحفار: بلغ الماء. وعن ابن الأعرابي: يقال للرجل إذا كان يعد ولا ينجز: فلان قريب الثرى بعيد النبط. وفي حديث بعضهم وقد سئل عن رجل فقال: ذاك قريب الثرى بعيد النبط، يريد أنه داني الموعد بعيد الإنجاز. وفلان لا ينال نبطه إذا وصف بالعز والمنعة حتى لا يجد عدوه سبيلا لأن يتهضمه.

## في الاصطلاح
الاستنباط في اصطلاح علماء أصول الفقه هو: استخراج المعاني من النصوص بفرط الذهن وقوة القريحة كما في تعريفات الجرجاني. أو هو: استنتاج الأحكام من الأدلة. قال المحلي على جمع الجوامع: أن يستنبط الحكم بأن الجمع المعرف بأل عام مما نقل أن هذا الجمع يصح الاستثناء منه حيث لا حصر فيه أي: إخراج بعضه بإلا أو إحدى أخواتها بأن يضم إليه كبرى مأخوذة من قولهم معيارا لعموم الاستثناء، وهي كل ما صح الاستثناء منه مما لا حصر فيه فهو عام لينتج مطلوب وهو: أن هذا الجمع عام.
وفي علم أصول الفقه الاستنباط منهج بمعنى: طريقة للاستدالال بمعنى: استنتاج الأحكام الشرعية من أدلتها التفصيلية واستخراجها واستخلاصها منها، والحصول على المعرفة بحكم لم يرد في الشرع نص يدل عليه بخصوصه، فمثلا: تحريم الخمر فإنه ورد في الشرع نص بخصوصه، والمسكرات التي لم يرد نص شرعي بخصوصها يلحق حكمها بالخمر قياسا عليه بجامع الإسكار، وبناء على قاعدة شرعية عامة في حديث: «كل مسكر حرام». وكتحريم ضرب الوالدين قياسا على تحريم التأفف. وقد ذكر علماء أصول الفقه في تعريفهم الفقه بأنه: استنباط الأحكام الشرعية من أدلتها التفصيلية، وأن المسائل المدونة في كتب الفقه ليست بفقه اصطلاحا، وأن حافظها ليس بفقيه، وبه صرح العبدري في باب الإجماع من شرح المستصفى. قال: وإنما هي نتائج الفقه، والعارف بها فروعي، وإنما الفقيه هو المجتهد الذي ينتج تلك الفروع عن أدلة صحيحة، فيتلقاها منه الفروعي تقليدا ويدونها ويحفظها. ونحوه قول ابن عبد السلام: هم نقلة فقه لا فقهاء. وقال الشيخ أبو إسحاق في كتاب الحدود: الفقيه من له الفقه، فكل من له الفقه فقيه، ومن لا فقه له فليس بفقيه. قال: والفقيه هو العالم بأحكام أفعال العباد التي يسوغ فيها الاجتهاد.
قال ابن حسين المكي في حاشيته: «قال الشافعي رضي الله عنه: «إذا رفعت إلى المجتهد واقعة فليعرضها على نصوص الكتاب فإن أعوزه فعلى الأخبار المتواترة ثم على الآحاد فإن أعوزه لم يخض في القياس بل يلتفت إلى ظواهر القرآن فإن وجد ظاهرا نظر في المخصصات من قياس أو خبر فإن لم يجد تخصيصا حكم به وإن لم يعثر على لفظ من كتاب ولا سنة نظر إلى المذاهب فإن وجدها مجمعا عليها اتبع الإجماع، فإن لم يجد إجماعا خاض في القياس». ويلاحظ القواعد الكلية أولا ويقدمها على الجزئيات كما في القتل بالمثقل يقدم قاعدة الردع والزجر على مراعاة الآلة فإن عدم قاعدة كلية نظر في النصوص ومواقع الإجماع فإن وجدها في معنى واحد ألحق به وإلا انحدر إلى قياس مخيل فإن أعوزه تمسك بالشبه ولا يعود على طرد إن كان يؤمن بالله ويعرف مأخذ الشرع هذا تدريج النظر على ما قاله الشافعي. كما أن إثبات العلة بالاستنباط من مباحث علم أصول الفقه.

## في القرأن
ذكر الاستنباط في القرآن في قول الله تعالى: ﴿وَلَوْ رَدُّوهُ إِلَى الرَّسُولِ وَإِلَىٰ أُولِي الْأَمْرِ مِنْهُمْ لَعَلِمَهُ الَّذِينَ يَسْتَنبِطُونَهُ مِنْهُمْ.﴾ قال أبو جعفر القول في تأويل قوله: ﴿وَإِذَا جَاءَهُمْ أَمْرٌ مِّنَ الْأَمْنِ أَوِ الْخَوْفِ أَذَاعُوا بِهِ ۖ وَلَوْ رَدُّوهُ إِلَى الرَّسُولِ وَإِلَىٰ أُولِي الْأَمْرِ مِنْهُمْ لَعَلِمَهُ الَّذِينَ يَسْتَنبِطُونَهُ مِنْهُمْ ۗ وَلَوْلَا فَضْلُ...﴾: «يعني جل ثناؤه بقوله: ﴿ولو ردوه﴾ الأمر الذي نالهم من عدوهم، والمسلمين، إلى رسول الله ﷺ وإلى أولي أمرهم يعني: وإلى أمرائهم وسكتوا فلم يذيعوا ما جاءهم من الخبر، حتى يكون رسول الله ﷺ أو ذوو أمرهم هم الذين يتولون الخبر عن ذلك بعد أن ثبتت عندهم صحته أو بطوله، فيصححوه إن كان صحيحا أو يبطلوه إن كان باطلا ﴿لعلمه الذين يستنبطونه منهم﴾ يقول: لعلم حقيقة ذلك الخبر الذي جاءهم به الذين يبحثون عنه ويستخرجونه «منهم» يعني: أولي الأمر. والهاء والميم في قوله: «منهم» من ذكر أولي الأمر يقول: لعلم ذلك من أولي الأمر من يستنبطه». 
«»
فالاستنباط في الآية استخراج أمر خفي من مشكلات الأمور ومعضلاتها مما هو بحاجة إلى فحص وتدقيق وبحث، وذكر أبو جعفر الطبري: أن كل مستخرج شيئا كان مستترا عن أبصار العيون أو عن معارف القلوب؛ فهو له مستنبط، يقال: استنبطت الركية إذا استخرجت ماءها، ونبطتها أنبطها، والنبط الماء المستنبط من الأرض ومنه قول الشاعر: 
يعني بالنبط: الماء المستنبط. وبنحو الذي قلنا في ذلك قال أهل التأويل.
من أقوال العلماء في تفسير الأية: روى ابن جرير بسنده: عن قتادة: «﴿ولو ردوه إلى الرسول وإلى أولي الأمر منهم﴾: يقول: إلى علمائهم؛ ﴿لعلمه الذين يستنبطونه منهم﴾ لعلمه الذين يفحصون عنه ويهمهم ذلك». وعن ابن جريج: «ولو ردوه إلى الرسول، حتى يكون هو الذي يخبرهم: وإلى أولي الأمر منهم: الفقه في الدين والعقل». وعن أبي العالية: ﴿ولو ردوه إلى الرسول وإلى أولي الأمر منهم﴾: العلم ﴿الذين يستنبطونه منهم﴾: يتتبعونه ويتحسسونه.